# Szombathelyi Nagy Lajos Gimnázium
A Szombathelyi Nagy Lajos Gimnázium Szombathely és Vas vármegye híres középiskolája, a Dunántúl kiemelkedő gimnáziuma, létrejötte óta a különböző országos rangsorok élbolyának tagja.

## Az iskola névadója
Az intézmény névadója I. Lajos király. A lovagkirály igyekezett a lovagi eszmények szerint élni. A harcokban bátor, sok esetben vakmerő volt, gyakran harcolt az első sorokban. Ezt tanúsítják oklevelei is, amelyekből kiderül, hogy az esetek többségében király szemtanúja volt a kitüntetett, megadományozott, megjutalmazott katonája hőstettének. Azt írta róla egy padovai krónikás, hogy Nagy Lajos „a világ leghatalmasabb fejedelme a keresztények között és a legrettegettebb király a hitetlenek szemében Nagy Károly császár halála óta”.

## Története

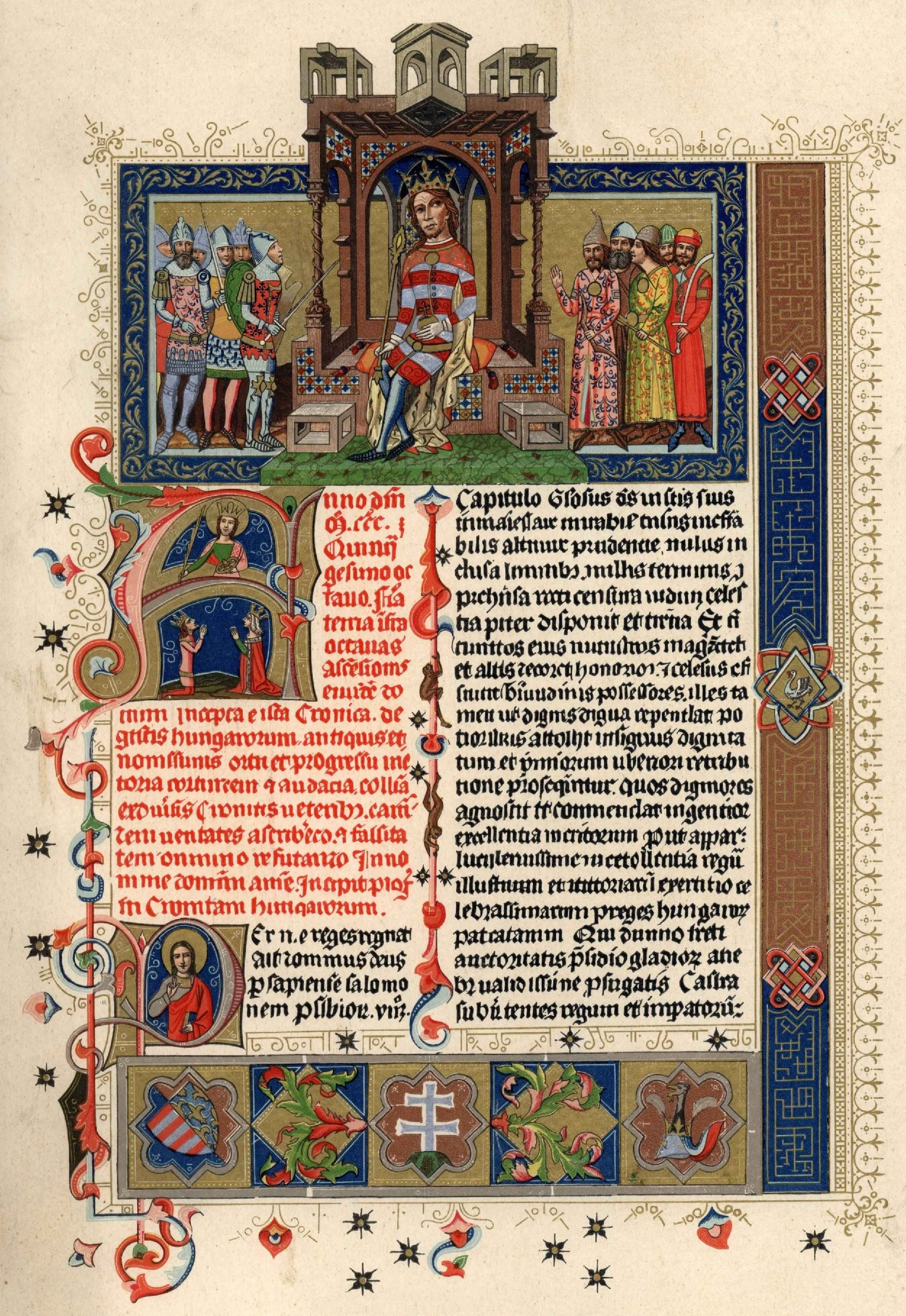
A Képes Krónika - a gimnáziumi Tablók Könyvének címlapja

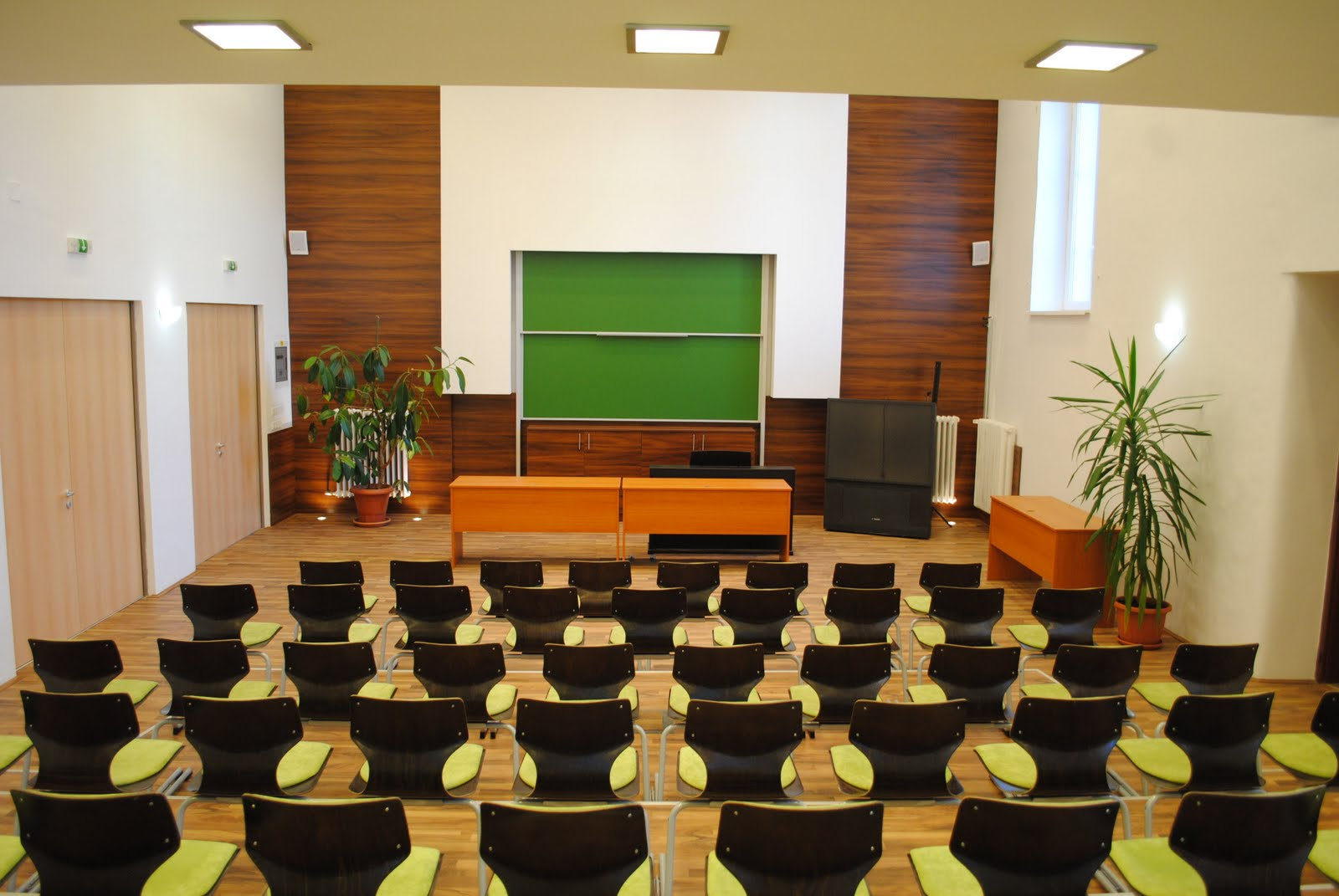
A gimnázium díszterme

Az 1772-ben Mária Terézia által alapított Szombathelyi Főgimnázium és az 1912-ben alapított Faludi Ferenc Reálgimnázium egyesítésével 1948-ban kezdte meg működését a Nagy Lajos Gimnázium a Premontrei Rendi Szent Norbert Gimnázium épületében. Kezdetben humán és reál osztályokkal működött az iskola, majd 1965-től fokozatosan szakosított tantervű osztályok indultak – matematika, orosz, fizika, testnevelés. 1978-ban kezdődött a fakultatív rendszerű oktatás, majd 1986-ban speciális német és angol nyelvi csoportokkal bővült. 1995-ben a Premontrei rend visszakapta korábbi épületét, ezért iskolánk átköltözött a Hajós Alfréd által tervezett Dózsa György utcai épületbe, amelyet 2011-ben közösségi támogatásból teljesen felújítottak. 2011-től kiemelt természettudományi csoportokat indítanak az általános tantervű osztályban. 2011-ben a szombathelyi közgyűlés döntése értelmében a gimnáziumhoz kerültek a Szent-Györgyi Albert Középiskola sportosztályai.
Jelenleg emelt szintű angol nyelvi, matematika, általános tantervű, természettudományos valamint sport tagozatos osztályok működnek négy évfolyamos rendszerben.
1948 szeptemberétől levelező tagozatos felnőttoktatás is folyik az iskolában.

## Napjainkban
Az Iskolát a jó hírű gimnáziumok között tartják számon. A felsőoktatási intézményekbe felvettek száma alapján iskolánk mindig az országos rangsor első tíz gimnáziuma között szerepel.[forrás?] Tanulóink döntő többsége középfokú nyelvvizsgát tesz, és egyre nő a felsőfokú nyelvvizsgával rendelkezők száma is.
Gimnáziumunk mindig jelentős szerepet töltött be a város életében. Egykori diákjai közül sokan váltak az ország elismert személyiségeivé a tudományos, gazdasági, kulturális élet különböző területein.

## Az iskola vezetői (2009-)
- Gáspárné Zsolnai Zsuzsanna igazgató, 1979
- Mórné Tóth Gabriella igazgatóhelyettes, 1977
- Bartha Gábor igazgatóhelyettes,
- Némethné Szigetvári Dóra gazdasági vezető

### Az iskola korábbi vezetői (1999–2008)
- Rozmán Gyula igazgató, 1966
- Gáspárné Zsolnai Zsuzsanna igazgatóhelyettes, 1979
- Mórné Tóth Gabriella igazgatóhelyettes, 1977
- Láng Attila gazdasági vezető

### Korábbi igazgatók
- 1994–1999: Kártyás László
- 1992-1994: Karáth László
- 1976–1992: Kártyás László
- 1955–1976: Dr. Kővári Ferenc
- 1948–1955: Palkó István
- 1947–1949: Belső Ferenc
- 1938–1947: dr. Bárány László
- 1912–1938: dr. Pethő-Perepatits István

## Rendezvények
- Gólyanap
- Mazsola kirándulás
- Mazsibuli
- Szimpátia-bál
- Nagy Lajos Bál
- Diáknap
- Sportnap
- Adriai Biológus Búvártábor
- Sítábor
- Olaszországi "tábor" - Cavallino és környéke
- Angliai kirándulás

## Öregdiák Egyesület
2011. október 6-án alakította meg a Nagy Lajos Gimnázium Öregdiák Egyesületét 26 öregdiák. Az Egyesület elnökének Rozmán Gyulát, a gimnázium korábbi igazgatóját választották meg, alelnöki teendők ellátásával Gáspárné Zsolnai Zsuzsannát, a gimnázium jelenlegi igazgatóját bízták meg, míg az egyesület titkára dr. Balázsy Péter jogász lett. Elnökségi tagnak Gáspár Péter építészmérnököt, a Gáspár Mérnöki Iroda tulajdonosát és dr. Németh Istvánt, a Nyugat-magyarországi Egyetem Természettudományi Karának dékánhelyettesét választották meg az alapítók. Az ellenőrző bizottság elnöke Kovács Jenő építőmérnök, tagjai Barta Balázs üzletember, a PBN Group igazgatója és Odonics Gábor közgazdász, a Szarvasi ZRt. vezérigazgatója lettek.
Az Öregdiák Egyesület célja, hogy a gimnázium szellemiségét őrizze, hagyományait ápolja, élő kapcsolatot teremtsen a valamikor itt érettségizett diákok között, és az iskola mindenkori munkáját támogassa.

## Híres diákjai
- Abonyi János, 1992, egyetemi tanár, a Pannon Egyetem Mérnöki Kar oktatási és akkreditációs dékánhelyettese, a Gépészmérnöki Intézet mb. intézetigazgatója
- Annus Adrián, olimpikon, világbajnok kalapácsvető
- Asbóth József (1945–2008), 1964, matematika-fizika szakos gimnáziumi tanár
- dr. Balázsy Péter, 2005, Vas megye főjegyzője, címzetes egyetemi docens
- Dr. Bariska János, az Országos Reumatológiai és Fizioterápiás Intézet Központi Laboratórium biokémikusa
- Barta Balázs, 1991, közgazdász, a PBN Group vezetője, a Savaria Airport projekt vezetője
- Básthy Tamás, 1962, országgyűlési képviselő
- Berkes István, 1968, labdarúgó, sportorvos, a MOB elnökségének a tagja (2001–2012)
- Csermelyi András, 1961, építészmérnök, Szombathely MJV önkormányzati képviselője 1985–2010, Szombathely MJV alpolgármestere 2002–2006
- Csonka Tamás, 1986, közgazdász, a Park Hotel Pelikán és a Tó-vendéglő tulajdonosa
- Dragomán György, 1992, író
- Ekler Dezső, 1971, építész
- Fekete Ernő, 1990, érdemes művész, a Katona József Színház tagja
- Fekete Péter, a Békés Megyei Jókai Színház igazgatója, Príma-díjas (2011)
- Füzessy Tamás, 1989, a Magyar Tolkien Társaság elnöke
- Galambos Tamás, 1991, a Galambos Trans ügyvezető tulajdonosa
- Gáspár Péter, 1979, építészmérnök, a Gáspár Mérnöki Iroda tulajdonosa
- Prof. Dr. Görög Sándor, Széchenyi-díjas magyar kémikus, gyógyszerkutató, a Magyar Tudományos Akadémia rendes tagja. Az analitikai kémia és a gyógyszerkémia neves kutatója. 1992 és 1999 között a Richter Gedeon Rt. Kutatási Analitikai Központ vezetője
- Dr. Gyimesi József, 1973, ügyvéd-adójogi szakjogász, országgyűlési képviselő (1998–2006), Szombathely MJV önkormányzati képviselője (2004–2010)
- Halmágyi Miklós újságíró, a Vas Népe főszerkesztője
- Dr. Hende Csaba, 1978, országgyűlési képviselő, honvédelmi miniszter
- Prof. Dr. Hunyady László, 1977, egyetemi tanár, intézetigazgató, Semmelweis Orvostudományi Egyetem Élettan Intézet
- Dr. Iker János, 1965, igazgató, NymE Regionális Pedagógiai Szolgáltató Központ, a NymE Bolyai János Gimnázium korábbi igazgatója
- Prof. Dr. Inotai András, 1961, az MTA Világgazdasági Kutató Intézetének igazgatója, a Columbia Egyetem vendégprofesszora
- Dr. Ipkovich György, 1972, Szombathely Megyei Jogú Város polgármestere (2002–2010), országgyűlési képviselő (2005–)
- Dr. Katona Attila, egyetemi docens, a NymE BTK Történelmi és Jogi Intézetének igazgatója
- Prof. Dr. Kiricsi Imre, 1966, egyetemi tanár, okleveles vegyész, a Szegedi Tudományegyetem rektorhelyettese
- Kiss Péter, 1977, országgyűlési képviselő, a Horn-, a Medgyessy-, a Gyurcsány-, majd a Bajnai-kormány minisztere
- Dr. Konkoly István, 1948, a Szombathelyi Egyházmegye megyés püspöke (1987–2006)
- Prof. Dr. Lakatos Ferenc, 1984, egyetemi tanár, intézetigazgató, NymE Erdőmérnöki Kar, Erdőművelési és Erdővédelmi Intézet
- Dr. Lanczkor Gábor, 1999, író, költő, Márai-kutató, Junior Prima díjas (2008)
- Lengyel Ferenc: 1961, színész és rendező, a Drága örökösök egyik főszereplője.
- Dr. Locsmándi Miklós, fizikus-informatikus, a Magyar Állami Operaház korábbi főigazgatója
- Márkus Tibor, 1974, zongorista, zeneszerző, a Magyar Jazz Szövetség elnöke, a Liszt Ferenc Zeneművészeti Egyetem adjunktusa
- Prof. Dr. Nagy Lajos(wd), 1977, egyetemi magántanár, osztályvezető főorvos, kardiológus, orvos-közgazdász, a Vas Megyei Markusovszky Lajos Kórház vezérigazgatója 2024-ig
- Dr. Nemény András, 1994, jogász-bölcsész, országgyűlési képviselő
- Prof. Dr. Neményi Miklós, 1965, egyetemi tanár, intézetigazgató, NymE Mezőgazdaság- és Élelmiszertudományi Kar Biológiai Rendszerek Műszaki Intézet, a Nyugat-magyarországi Egyetem tudományos és külügyi rektorhelyettese, az MTA levelező tagja
- Dr. Németh Gábor, 1990, a Szombathelyi Vagyonhasznosító és Városgazdálkodási ZRt. vezérigazgatója
- Dr. Németh István, egyetemi docens, tudományos és gazdasági dékánhelyettes, NymE Természettudományi Kar, a Fizika Tanszék vezetője
- Prof. Dr. Németh Péter, 1966, egyetemi tanár, intézetigazgató, Pécsi Orvostudományi Egyetem Immunológiai és Biotechnológiai Intézet
- Németh Pál, a Dobópápa, magyar kosárlabdázó, kalapácsvető, mesteredző, Szombathely díszpolgára
- Prof. Dr. Nowinszky László, 1955, egyetemi tanár, NymE Savaria Egyetemi Központ
- Papp Károly 1978, dandártábornok, a Belügyminisztérium közfoglalkoztatásért felelős helyettes államtitkára
- Pavlics Ferenc 1946, gépészmérnök, kutató, az 1971-ben a Hold felszínét kutató holdjáró (Lunar Rover) jármű tervezője
- Peresztegi László 1965, matematika, fizika, technika tanár, megyei szakfelügyelő, diákolimpiai szakkörvezető, Beke Manó díj II.,  igazgatóhelyettes

- Dr. Pólay Veronika, docens, a NymE Bölcsészettudományi Karának oktatási dékánhelyettese
- Popovicsné dr. Tisza Edit, 1978, jogász, a Vas Megyei Kormányhivatal igazgatója
- Prof. Dr. Pósfai György, a Magyar Tudományos Akadémia Szegedi Biológiai Kutatóközpont Biokémiai Intézetének igazgatója
- Pósfai Péter, az Országos Közoktatási Értékelési és Vizsgaközpont vezetője
- Prof. Dr. Prugberger Tamás, 1955, a Miskolci Egyetem Állam- és Jogtudományi Karának egyetemi tanára, jelenleg professor emeritus, a Professzorok Batthyány Körének tagja, a Magyar Tudományos Akadémia doktora
- Prof. Dr. Pungor Ernő, vegyész, az MTA rendes tagja, az Antall-kormány kutatás és fejlesztésért felelős tárca nélküli minisztere, a Magyar Űrkutatási Tanács korábbi elnöke
- Prof. Dr. Pusztay János, 1966, tanszékvezető egyetemi tanár, NymE Savaria Egyetemi Központ, Prima Primissima - magyar tudomány kategória (2008)
- Rozmán Gyula, 1966, a Nagy Lajos Gimnázium igazgatója, matematika-fizika szakos gimnáziumi tanár
- Scherer Péter, 1980, színész, a Krétakör Színház tagja
- Sparing László, a Graphisoft kutatás-fejlesztési igazgatója, a Nemzetközi Matematika Diákolimpián 1973-ban második, 1975-ben első helyezett magyar csapat tagja
- Dr. Szabó Gábor, 1979, Szombathely Megyei Jogú Város polgármestere (1998–2002), alpolgármestere (2006–2010)
- Szijj Ferenc, 1977, költő
- Dr. Szabó Miklós, 1958, régész, ókorkutató, egyetemi tanár, az ELTE rektora (1993–1999), az MTA rendes tagja
- Szily Nóra, 1983, pszichológus, rádiós, tévés
- Tilcsik András, szervezetkutató, egyetemi tanár
- Dr. Tímár Péter, 1990, orvos, a Lamantin Jazz Fesztivál alapító-főszervezője, a Honderű Asztaltársaság elnöke
- Prof. Dr. Tolvaj László, egyetemi tanár, a NymE Faipari Mérnöki Kar, Fizika és Elektrotechnika Intézet
- Dr. Török Gábor, 1989, politológus, egyetemi adjunktus
- Dr. Tóth László, 1970, ügyvéd, a Vas Megyei Ügyvédi Kamara elnöke
- Tóth László válogatott röplabdázó, edző, a gimnázium egykori testnevelés tanára
- Dr. Tremmel János, a T-Mobile fejlesztési igazgatója
- Újhelyi Dávid, 1986, zongoraművész, zeneszerző, politikus
- Prof. Dr. Veress Márton, 1966, dékán, intézetigazgató egyetemi tanár, NymE Savaria Egyetemi Központ Természettudományi Kar, az MTA doktora
- Vukán György, 1959, zongoraművész, zeneszerző
- Weöres Sándor, költő, író, műfordító, irodalomtudós
- Winkler Róbert, 1986, újságíró, televíziós műsorvezető

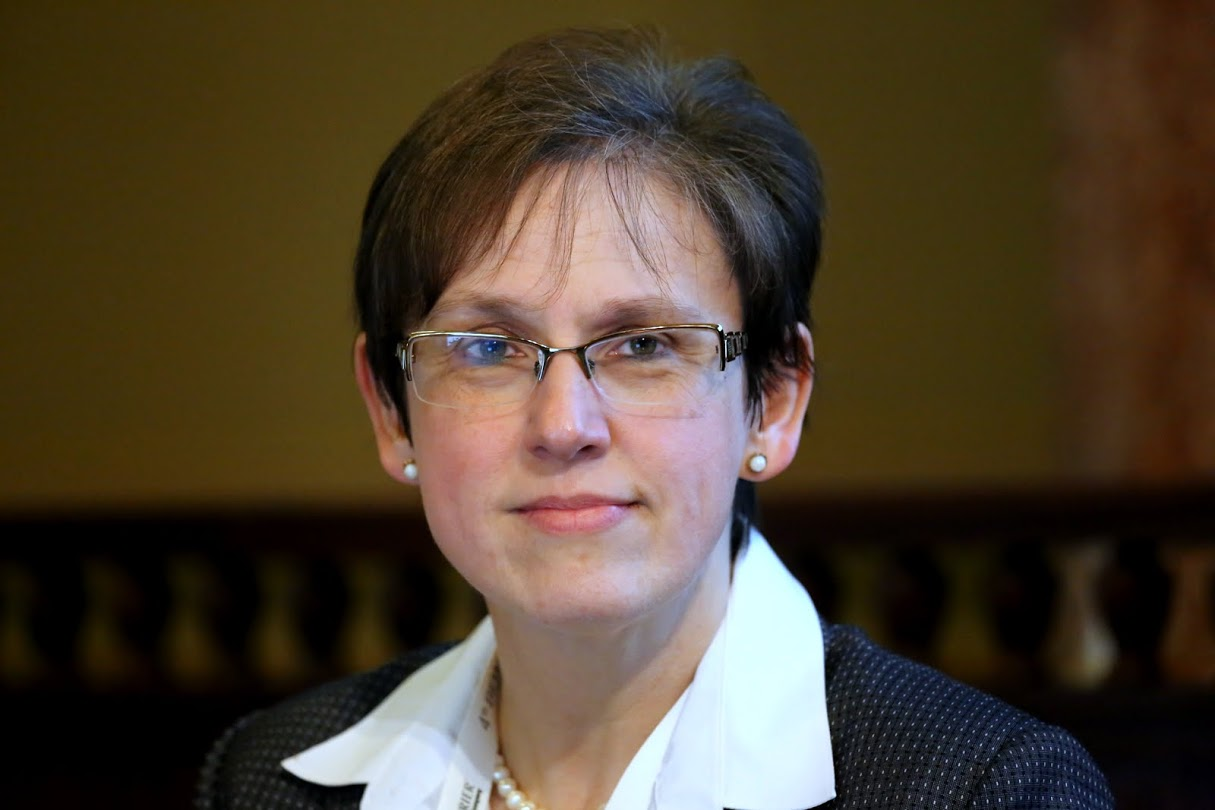
Zelkó Romána

- Dr. Zelkó Romána, 1986, gyógyszerész, intézetigazgató egyetemi tanár, az MTA doktora, a Semmelweis Egyetem Gyógyszerésztudományi Kar dékánja
- Zsámboki Balázs, 1990, közgazdász, a Magyar Nemzeti Bank főosztályvezetője, az Európai Központi Bank munkatársa, az ELTE ÁJK Közgazdaságtan Tanszékének oktatója
- Zsámboki Marcell, 1992, tánctanár, egyetemi docens, Magyar Táncművészeti Főiskola

Forrás: Tablók Könyve

## Külső hivatkozások
- Hivatalos honlap